# 臺灣線灰蝶
線灰蝶（学名：Wagimo insularis），又名華灰蝶、翅底三線小灰蝶、臺灣背三線小灰蝶、臺灣三線小灰蝶、三綫灰蝶，为灰蝶科線灰蝶屬下的一个种。

## 描述
本種無雌雄二型性，雌雄外型近似。屬中小型灰蝶。體背褐色，腹面白色。頭部具褐毛，複眼有白色輪緣並疏被毛；觸角深褐帶白環，下唇鬚白色、末端深褐、前伸漸尖。胸腹背面深褐，腹面白。足白色，跗節具深褐色帶紋；雄蝶前足跗節癒合末端尖彎，雌蝶則不癒合。
前翅長14-15 mm，呈三角形，前緣弧形，外緣略凸。後翅葉狀，CuA2脈末端具絲狀尾突，M1與CuA1脈末端具角。翅背面底色褐色，前翅有明顯藍斑或金屬光澤藍紫色紋，後翅藍紋較小或無，但外緣可見一條藍色窄線。
翅腹面褐色，具寬帶狀白邊紋，與底色接近；前翅中室與後翅中央具雙白線條，於CuA2脈分離向內，後翅1A+2A室形成V形；後翅基部有多條白線。前、後翅外緣具雙重白色短線，前翅中室端也有短條。後翅臀區與CuA1室具黑點橙斑，形成眼狀斑。翅緣毛前翅為褐色，後翅為外側褐、內側白。

## 分佈
分布於臺灣本島中、南部中海拔山區，華西地區亦有紀錄。

## 棲地
棲息於高海拔闊葉林，一年一世代，成蝶於夏季出現，多活動於樹冠層。幼蟲以殼斗科狹葉櫟新芽為食，冬季以卵態越冬，產於寄主植物休眠芽基部附近。
寄主植物為狹葉櫟，過去雖有記載包含狹葉高山櫟，但因該植物分布於北臺灣低海拔地區，與本種棲地不符，可能為錯誤鑑定。

## 扩展阅读
- 維基物種上的相關：線灰蝶

1. 1 2 3  徐堉峰，梁家源，黃智偉. . 行政院農業委員會林務局. 2020-04. ISBN 9789865440985.